# سجاد حسين (لاعب كرة قدم)
سجاد حسين هو لاعب كرة قدم عراقي في مركز الهجوم، ولد في 9 سبتمبر 1998. لعب مع نادي أمانة بغداد.

## وصلات خارجية
- سجاد حسين (لاعب كرة قدم) على موقع قاعدة بيانات كرة القدم.إي يو (الإنجليزية)
- سجاد حسين (لاعب كرة قدم) على موقع Soccerway.com (الإنجليزية)